# Siheung
Siheung (în coreeană 시흥시) este un oraș din Coreea de Sud.